# Adelaide Malanotte
Adelaide Malanotte (Verona, 7 de gener de 1785 - Isola di Garda, 31 de desembre de 1832) fou una mezzosoprano italiana.
De família rica, amb una passió primerenca per a estudiar música. Als setze anys es va casar amb un permís especial amb un funcionari francès Giacomo Montrésor a Verona, amb qui va tenir dos fills, Giovanni Battista el 1802 i Antonio el 1803. El 1806, a causa d'una família d'una mala situació financera de la família, Malanotte va decidir provar el camí del teatre com a cantant, fent el seu debut a Verona. El pinacle de la seva carrera està marcada per la trobada amb el jove Rossini, quan amb la seva veu de contralt suau va modelar el paper protagonista de Tancredi (Venècia, La Fenice, 1813). Durant els preparatius per a la primera posada en escena de l'òpera, Rossini va convèncer-la per reemplaçar la seva ària de sortida per una altra en el segon acte: Di tanti palpiti, a partir de llavors famosíssima, considerada com el resultat d'una col·laboració artística especial entre el compositor i la intèrpret.
A parir d'aquí, Malanotte va cantar un seguit de papers rossinians com la Isabella a L'italiana in Algeri (Lugo, 1815), Clarice a La pietra del paragone, Arsace Aureliano in Palmira (a Gènova i Florència, 1816), Ciro a Ciro in Babilonia (Verona, 1821), i Edoardo a Edoardo e Cristina (Bèrgam, 1821).
Des del 1820 els seus èxits artístics es van començar a diluir i es va retirar a viure al llac de Garda, a l'illa Lechi (llavors Borghese, ara Cavazza), comprada el 1817 pel comte Luigi Lechi, amb qui va conviure a partir d'aquell moment, i on van trobar l'hospitalitat també Montrésor i els fills que Malanotte va tenir amb ell.